# Фридланд, Лев Георгиевич
Лев Георгиевич Фридланд (род. 1939) — советский и российский тренер по плаванию. Заслуженный тренер РСФСР

## Биография
Родился в 1939 году. Ещё в юношеском возрасте хотел стать тренером по плаванию. В 1961 году, после окончания Университета физкультуры и спорта им. Лесгафта, начал тренерскую карьеру в спортивной детско-юношеской школе олимпийского резерва спортивного клуба Военно-морского флота. Сначала работал с детьми и подростками. Уже через пять лет после начала работы подготовил своего первого мастера спорта СССР ― Владимира Гарина, который тренировался у Фридланда с одиннадцати лет.
Вскоре был назначен старшим тренером СДЮСШОР, впоследствии был назначен её руководителем. За многие годы своей работы на тренерском поприще подготовил не менее тринадцати мастеров спорта СССР: Михаил Маневич, Владимир Колчин, Ирина Викторова, Максим Листровой, Ольга Скрисанова, Наталья Холина, Сергей Качайкин, Татьяна и Виктор Василенок, Ирина Павлова, Виктор Флюнт. Вероятно, самым выдающимся из учеников Льва Георгиевича Фридланда является Виктор Кузнецов ― двукратный серебряный призёр Олимпийских игр, победитель и бронзовый призёр чемпионата Европы по плаванию.
В 1979 году за свои спортивные достижения был удостоен почётного звания «Заслуженный тренер РСФСР».